# 1988 у футболі
Нижче наведені футбольні події 1988 року у всьому світі.

## Події
- Відбувся восьмий чемпіонат Європи, перемогу на якому здобула збірна Нідерландів.
- Відбувся шістнадцятий кубок африканських націй, перемогу на якому здобула збірна Камеруну.

## Національні чемпіони
- Англія: Ліверпуль
- Аргентина: Ньюелз Олд Бойз
- Бразилія: Баїя
- Італія: Мілан
- Іспанія: Реал Мадрид
- Нідерланди: ПСВ
- Парагвай: Олімпія (Асунсьйон)
- Португалія: Порту
- СРСР: Дніпро (Дніпропетровськ)
- Франція: Монако
- Югославія: Црвена Звезда